# Винна Гора (Великополско войводство)
Винна Гора (на полски: Winna Góra) е село, което се намира в Шродския окръг, Великополско войводство в Централна Полша. Намира се на около 12 километра от Шрода Великополска и на 43 километра югоизточно от административния център Познан.
Селото е с население от 398 души (по преброяване от 2011 г.).